# Catherine Corbett
Pour les articles homonymes, voir Corbett.
Catherine Isobel Ida Corbett (née Vans Agnew ; 1869-1950) est une suffragette écossaise, l'une des personnes emprisonnées et récompensées par la Hunger Strike Medal pour la cause de la Women's Social and Political Union.

## Biographie
Catherine Corbett est née en 1869 de George Vans Agnew de Wigtownshire, en Écosse et de Rosa Coppard Wilson. Elle a quatre frères et une sœur.
Elle épouse Frank Corbett le 22 octobre 1895 et devient veuve en 1912.
Corbett est décrite comme « une grande dame brune et belle ».

## Droit de vote

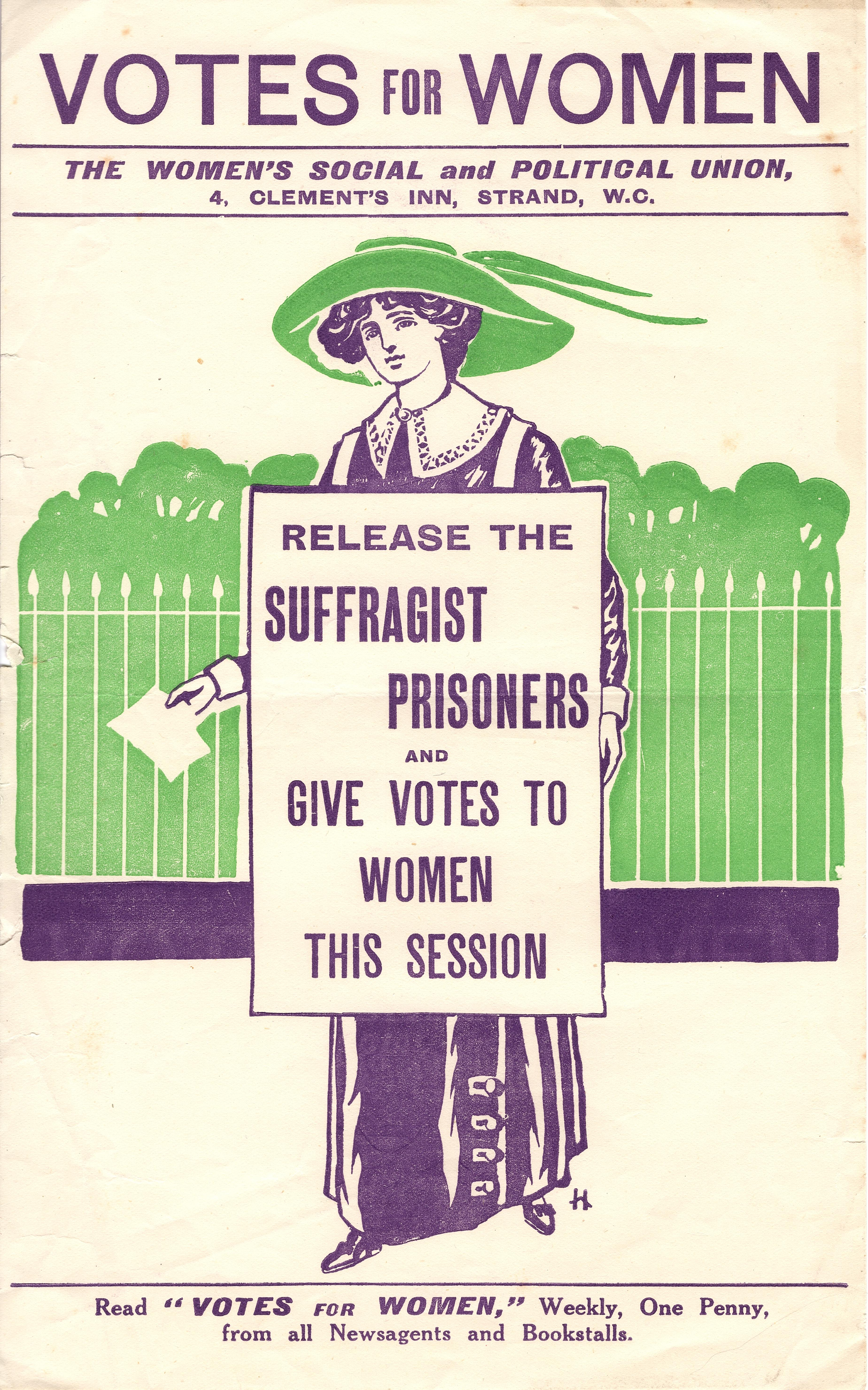
Votes for Women

Elle devient active au sein de la WSPU et elle est arrêtée pour entrave. Elle et Olive Fargus sont photographiées dans le Daily Mirror avec une députation de suffragettes le 24 février 1908, puis emprisonnées pendant quatre semaines. Elle est également qualifiée d'« aristocrate partisane du mouvement des suffragettes » dans le Los Angeles Herald du 25 février 1909.
Corbett est l'une de celles qui harcèlent le Premier ministre Herbert Henry Asquith au 10 Downing Street pour recevoir leur délégation pour discuter de la législation sur le droit de vote des femmes et elle informe ensuite la presse en attente que le Premier ministre a dit « Je pense que vous êtes très stupide ».
Le Musée de Londres possède une photographie de ces femmes marchant aux côtés du Premier ministre à Downing Street.
L'implication de Corbett est référencée dans la fiction de 2007 Suffragette Sally, initialement publiée en 1911 et basée sur des incidents réels.
Plus tard la même année, à Dundee, Corbett est avec Adela Pankhurst, Maud Joachim (en), Helen Archdale et Laura Evans et deux hommes de Dundee, Owen Clark et William Carr qui soutiennent leur cause, pour perturber une réunion de Winston Churchill, alors député de Dundee, à Kinnaird Hall. Corbett et Helen Archdale attirent l'attention en sautant d'un tramway et en rassemblant la population locale pour « précipiter » les barricades autour du bâtiment, agitant les couleurs de la WSPU et criant « Votes pour les femmes ». L'émeute, soutenue par les Dundoniens locaux, dure trois heures, attirant la police à cheval qui utilise des matraques pour évacuer les manifestants et les enfermer dans le sous-sol.
Corbett déclare que les manifestants sont tous courageux et « ne s'arrêteront pas tant qu'ils n'auront pas abattu les barricades, ils sont glorieux ». Churchill est cité dans le Dundee Courier (en), les décrivant comme « une bande de femmes idiotes, névrosées et hystériques ».
Corbett et les autres femmes sont arrêtées, emprisonnées et elles entament une grève de la faim, tandis que les deux hommes sont libérés sans inculpation.

## Grève de la faim sans alimentation forcée
Le gouverneur de la prison de Dundee, James Crowe, consulte le médecin Dr A.W. Stalker et décide de ne pas suivre la recommandation des autorités pénitentiaires de nourrir de force les prisonnières. La correspondance officielle entre eux et les commissaires des prisons basés à Édimbourg et le ministère de l'Intérieur à Londres montre qu'ils évaluent la capacité (mentale et physique) de chaque femme dirigeante à suivre ce traitement avant de décider quoi faire, et qu'ils le pensent également « en raison du sentiment local ». Il est peu probable qu'ils puissent bénéficier des services de « plus d'une ou deux infirmières » pour les aider. Corbett est décrite comme paraissant plus âgée que son âge et « avec une action rapide du cœur et des palpitations lors des mouvements ». Ce traitement infligé par les autorités pénitentiaires locales diffère de celui des prisons anglaises, et la presse et le secrétaire d'État pour l'Écosse s'impliquent dans le débat sur ce point,.
Lorsque Corbett et les autres militantes sont libérées, elles sont accueillies par la « générale » Flora Drummond et les suffragettes à la porte de la prison.
Corbett est répertoriée dans le Registre d'honneur des prisonnières suffragettes aux Archives nationales.
Catherine Corbett meurt dans le Surrey en 1950.